# Opodiphthera carnea
Opodiphthera carnea är en fjärilsart som beskrevs av L.Sonthonnax 1899. Opodiphthera carnea ingår i släktet Opodiphthera och familjen påfågelsspinnare. Inga underarter finns listade i Catalogue of Life.